# Hållsdammen (Skövde socken, Västergötland)
Hållsdammen är en sjö på Billingen i Skövde kommun i Västergötland och ingår i Göta älvs huvudavrinningsområde. Sjön har en area på 0,119 kvadratkilometer och ligger 278,2 meter över havet.

## Delavrinningsområde
Hållsdammen ingår i det delavrinningsområde (647494-138376) som SMHI kallar för Mynnar i Ömboån. Avrinningsområdets medelhöjd är 209 meter över havet och ytan är 48,07 kvadratkilometer. Det finns inga delavrinningsområden uppströms utan avrinningsområdet är högsta punkten. Svesån som avvattnar avrinningsområdet har biflödesordning 5, vilket innebär att vattnet flödar genom totalt 5 vattendrag innan det når havet efter 255 kilometer. Delavrinningsområdet består mestadels av skog (36 procent), öppen mark (14 procent) och sankmarker (11 procent). Avrinningsområdet har 0,26 kvadratkilometer vattenytor vilket ger det en sjöprocent på 0,5 procent. Bebyggelsen i området täcker en yta av 13,24 kvadratkilometer eller 28 procent av avrinningsområdet.